# 引原毅
引原 毅（ひきはら たけし、1959年12月17日 - ）は、日本の外交官。ボストン総領事や、外務省大臣官房総括審議官兼欧州局大使、外務省軍縮不拡散・科学部長、駐ラオス特命全権大使を経て、在ウィーン国際機関日本政府代表部特命全権大使を歴任。

## 人物・経歴
奈良県出身。東大寺学園高等学校を経て1982年東京大学法学部卒業、外務省入省。アジア大洋州局南西アジア課長、欧亜局西欧第一課長、内閣官房内閣参事官（内閣官房副長官補付）、在ロシア日本国大使館公使、日本APEC準備事務局長〔大使〕、ボストン総領事を経て、2012年大臣官房参事官兼欧州局大使。2013年大臣官房審議官（総括担当）兼欧州局大使。2014年総合外交政策局軍縮不拡散・科学部長〔大使〕。2015年から駐ラオス特命全権大使を務め、2017年には13億6900万円を限度とする無償資金協力に関する公文への署名を行った。2019年在ウィーン国際機関日本政府代表部特命全権大使。2023年11月21日付で在ウィーン国際機関日本政府代表部特命全権大使を離任。

## 同期
- 秋葉剛男（21年国家安全保障局長・18年外務事務次官）
- 伊藤伸彰（16年ウズベキスタン大使）
- 岡浩（21年エジプト大使・19年マレーシア大使・16-17年トルコ大使）
- 斎木尚子（17年外務省研修所長・15年国際法局長）
- 嶋崎郁（20年ヨルダン大使・17年チェコ大使）
- 能化正樹（21年駐スウェーデン大使・18年駐エジプト大使）
- 髙岡望（21年カメルーン大使）
- 髙瀨寧（21年ラトビア大使・17年メキシコ大使・14年中南米局長）
- 林肇（20年英国大使・19年内閣官房副長官補・17年ベルギー大使）
- 藤村和広（22年フィンランド大使・18年キューバ大使）
- 星山隆（22年ボツワナ大使）
- 柳秀直（20年ドイツ大使・17年ヨルダン大使）
- 新井辰夫（18年セネガル大使・15年ジブチ大使）
- 岩藤俊幸（17年ジンバブエ大使）
- 倉光秀彰（21年モロッコ大使・18年コートジボワール大使）
- 中山泰則（20年ギリシャ大使）
- 平木塲弘人（18年外務省研修所副所長）
- 山田淳（2021年カザフスタン大使・2018年アルメニア大使）
- 山本条太（21年オマーン大使・19年関西担当大使・16年フィンランド大使）
- 松田邦紀（2021年ウクライナ大使・2018年パキスタン大使）